# Brügge (Holstein)
Brügge település Németországban, Schleswig-Holstein tartományban. Lakosainak száma 1142 fő (2023. december 31.).

## Népesség
A település népességének változása:
| Lakosok száma | 891  | 1024 | 995  | 1025 | 993  | 1020 | 1113 | 1148 | 1142 |
|               | 1975 | 2010 | 2014 | 2015 | 2017 | 2019 | 2021 | 2022 | 2023 |